# ساندي ستيوارت
ساندي ستيوارت (بالإنجليزية: Sandy Stewart)‏ (14 أكتوبر 1965 في المملكة المتحدة - ) هو مدرب كرة قدم ولاعب كرة قدم بريطاني في مركز الظهير. لعب مع نادي بارتيك ثيسل ونادي كيلمارنوك وهارت أوف ميدلوثيان ونادي أردريونيانز وأردريونيانز.

## وصلات خارجية
- ساندي ستيوارت على موقع قاعدة بيانات كرة القدم.إي يو (الإنجليزية)